# Rip Girls
Rip Girls (no Brasil, Raízes no Surf e em Portugal, De Volta ao Havaí) é um filme original do Disney Channel, lançado em 22 de Abril de 2000 e estrelado por Camilla Belle. O filme foi filmado em Queensland, Austrália.
O longa foi visto por mais de 4,9 milhões de espectadores em sua noite de estreia nos Estados unidos.

## Sinopse
Sydney Miller é uma menina de 13 anos, que revisita sua terra natal do Hawaii e descobre sua força interior através do surf e riquezas outra ilha. Durante seu tempo no Hawaii, ela descobre por que seu pai a fez voltar na ilha onde nascera: ela herdou uma grande porção de terra na ilha que foi pensado para ser "Domínio Público". A cadeia hoteleira quer comprar o terreno que é perto das praias para surfistas. Como Sydney aprende mais sobre sua mãe, seu passado e vê a beleza da ilha, ela não pode vender a terra. 

## Elenco
- Camilla Belle - Sydney Miller
- Dwier Brown - Ben Miller
- Stacie Hess - Gia
- Brian Stark - Kona
- Jeanne Mori - Malia
- Lauren Sinclair - Elizabeth Miller
- Keone Young - Bo
- Kanoa Chung - Kai
- Meleana White - Mele
- Joy Magelssen - Lanea
- Varoa Tiki - Avó havaiana
- Rory Togo - Willie
- Albert Belz - James
- Jane Hall - Arlene

## Prêmios e Indicações
Em 2001, Camilla Belle e Stacie Hess foram indicadas ao Young Artist Awards, nas categorias "Melhor Performance em um filme de TV (Drama)", "Melhor jovem atriz" e "Atriz coadjuvante jovem."